# Pfyn
Pfyn – miejscowość i gmina (Politische Gemeinde) w północno-wschodniej Szwajcarii, w kantonie Turgowia, w okręgu (Bezirk) Frauenfeld. Leży nad rzeką Thur. 

## Demografia
W Pfyn mieszka 2 209 osób. W 2021 roku 16,6% populacji gminy stanowiły osoby urodzone poza Szwajcarią. 

## Transport
Przez teren gminy przebiega droga główna nr 1.